# Hermann Brandseph

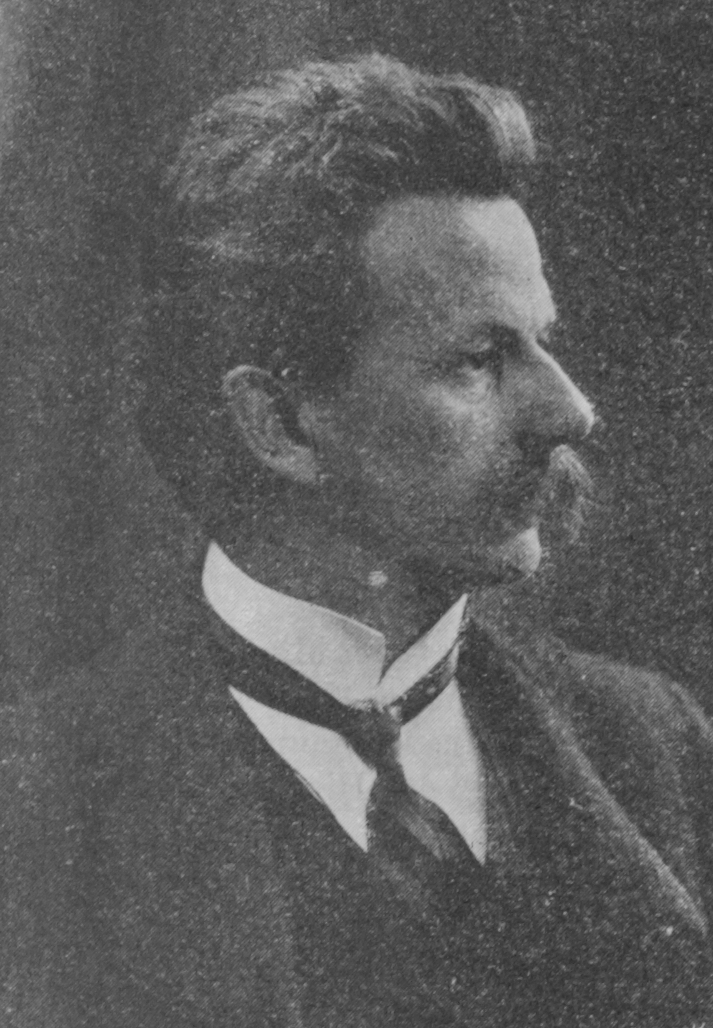
Hermann Brandseph

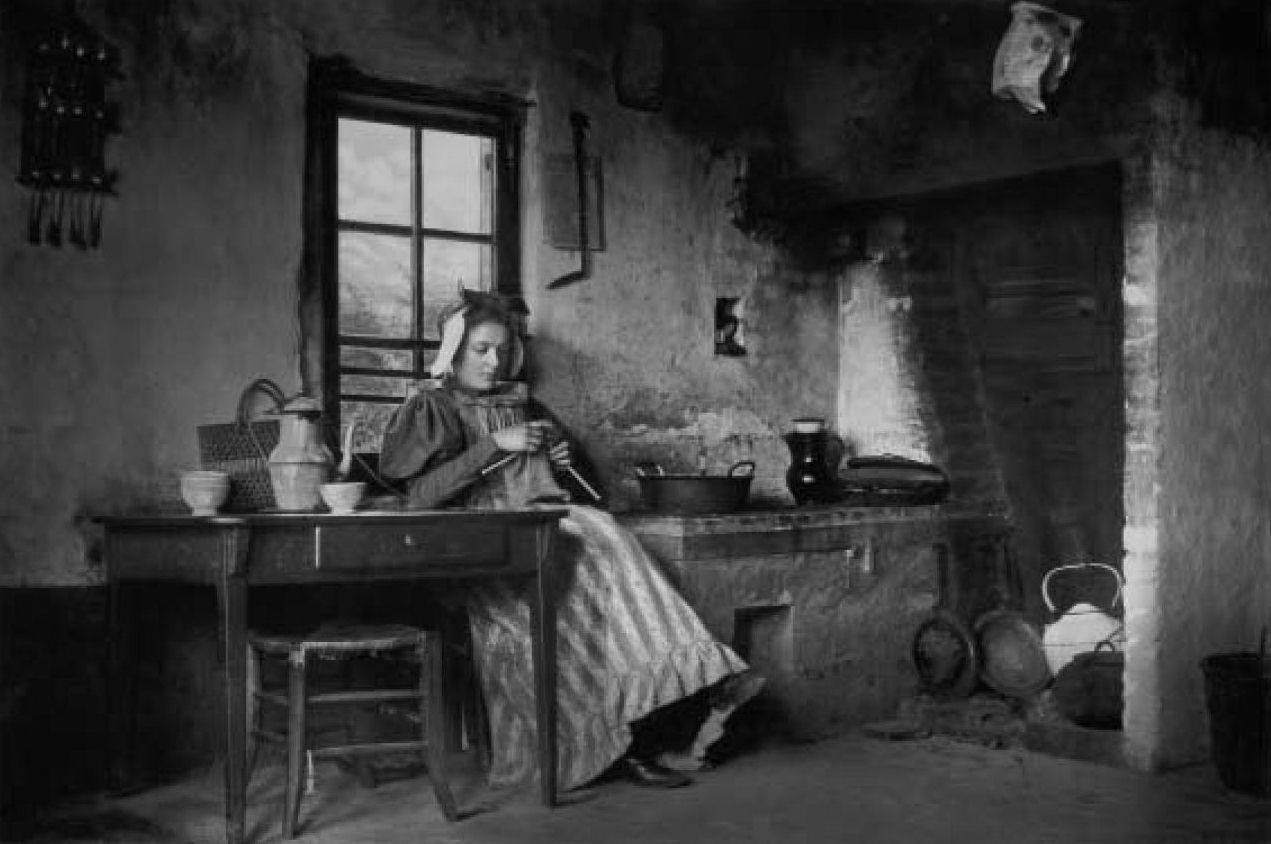
Hermann Brandseph: Strickende Bäuerin, 1898

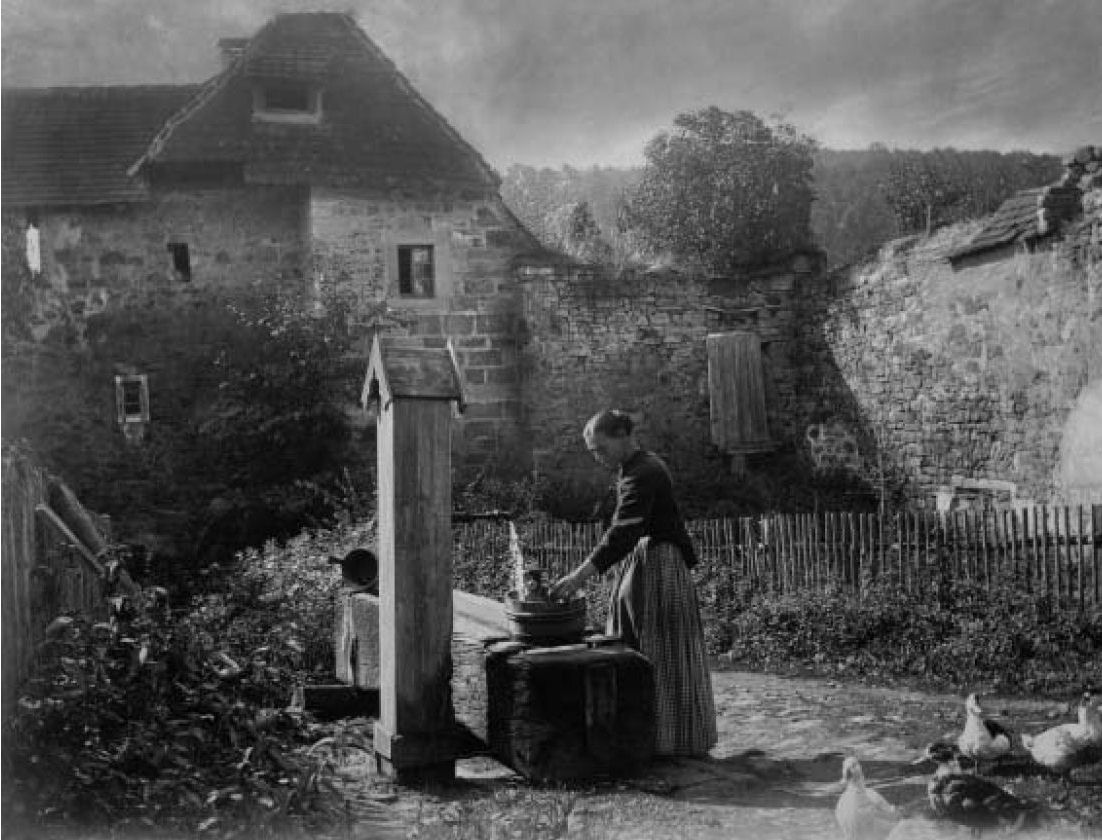
Hermann Brandseph: Frau am Brunnen, 1898

Hermann Brandseph (* 10. September 1857 in Stuttgart; † 9. Mai 1907) war ein deutscher Porträtist sowie Landschafts- und Architekturfotograf. Er war der Sohn des Fotografen Friedrich Brandseph.

## Leben und Werk
Brandseph war zunächst Lehrling bei den Gebrüdern Matter in Mannheim und bildete sich selbst zum Zeichner aus. Er ging als Volontär zu Fred Boissonnas nach Genf, wo er sich auf dem Gebiet der künstlerischen Fotografie ausbilden ließ und war dann 1879 bei Carl Backofen in Darmstadt und 1880 bei Lombardi & Co in London beschäftigt, bevor er 1881 im Atelier seines Vaters Friedrich Brandseph einstieg. Er wurde Teilhaber und übernahm 1883/84 das Geschäft in der Marienstraße 36 von Stuttgart, das damals als „bedeutendstes in Südwestdeutschland“ galt und 20 Mitarbeiter beschäftigte. Unter seiner Leitung konnte das Atelier weiter expandieren, so dass 1887 schon 37 Mitarbeiter beschäftigt wurden.
Schon 1880 war er zum Königlich württembergischen Hofphotographen ernannt worden. Bald galt er als führender Vertreter seiner Zunft in Deutschland. Nicht nur das württembergische Herrscherhaus, auch vermögende Bürger und Künstler ließen sich von Brandseph ablichten. Darunter waren unter anderem Robert und Anna Bosch sowie deren Kinder, Ludwig Pfau, der armenische Anarchist Alexander Atabekian, Ludwig Uhland, Clara Zetkin und Johann Heinrich Wilhelm Dietz.
Einige seiner Werke erschienen auch auf Postkarten, so 1898 eine Wintersportkarte im Verlag von L. Schaller, Stuttgart.
In dem Nachruf in der Photographischen Chronik wird Brandseph als einer der wichtigsten Vertreter der künstlerischen Photographie im In- und Ausland gelobt, die schon früh eine künstlerische Richtung in der Photographie anstrebten. Als Vertrauensmann des Rechtsschutzverbandes Deutscher Photographen hatte sich Brandseph intensiv für ein Schutzgesetz für die deutschen Fotografen eingesetzt und damit der Berufsfotografie im 20. Jahrhundert den Weg geebnet.
Nach dem frühen Tod von Hermann Brandseph übernahm Paul Mutzig das Atelier unter dem Namen Hofphotograph Hermann Brandseph Nachfolger.
1901 hatte Karl Osterwald vom „Verein zur Pflege der Photographie und verwandter Künste in Frankfurt a.M.“ eine goldene Medaille für die 40-jährige Mitarbeiterschaft in der Firma H. Brandseph erhalten.

## Werke
- Album von Stuttgart und Umgebung. Scheufele, Stuttgart 1903.
- Hermann Brandseph: Über Momentphotographien. In: Josef Maria Eder (Hrsg.): Jahrbuch für Photographie und Reproductionstechnik, 2. Jg., Wilhelm Knapp, Halle/S. 1888, S. 163–164

## Auszeichnungen
- Silberne Medaille in Kategorie Photographie (Klasse 12) der Weltausstellung in Paris im Jahr 1900[8].
- Ernennung zum Hofphotographen (10. September 1880) durch König Karl von Württemberg.[9]

## Sekundärliteratur
- Hermann Brandseph (Nekrolog). In: A. Miethe (Hrsg.), Photographische Chronik, Band 14, Verlag Wilhelm Knapp, 1907, S. 257f.
- Verein zur Pflege der Photographie und Verwandter Künste in Frankfurt a. M. (Kurzer Nekrolog). In: Photographische Correspondenz. Bd. 45 (1907), Nr. 562, Juli 1907, S. 349f. (Digitalisat).